# Finanzgericht

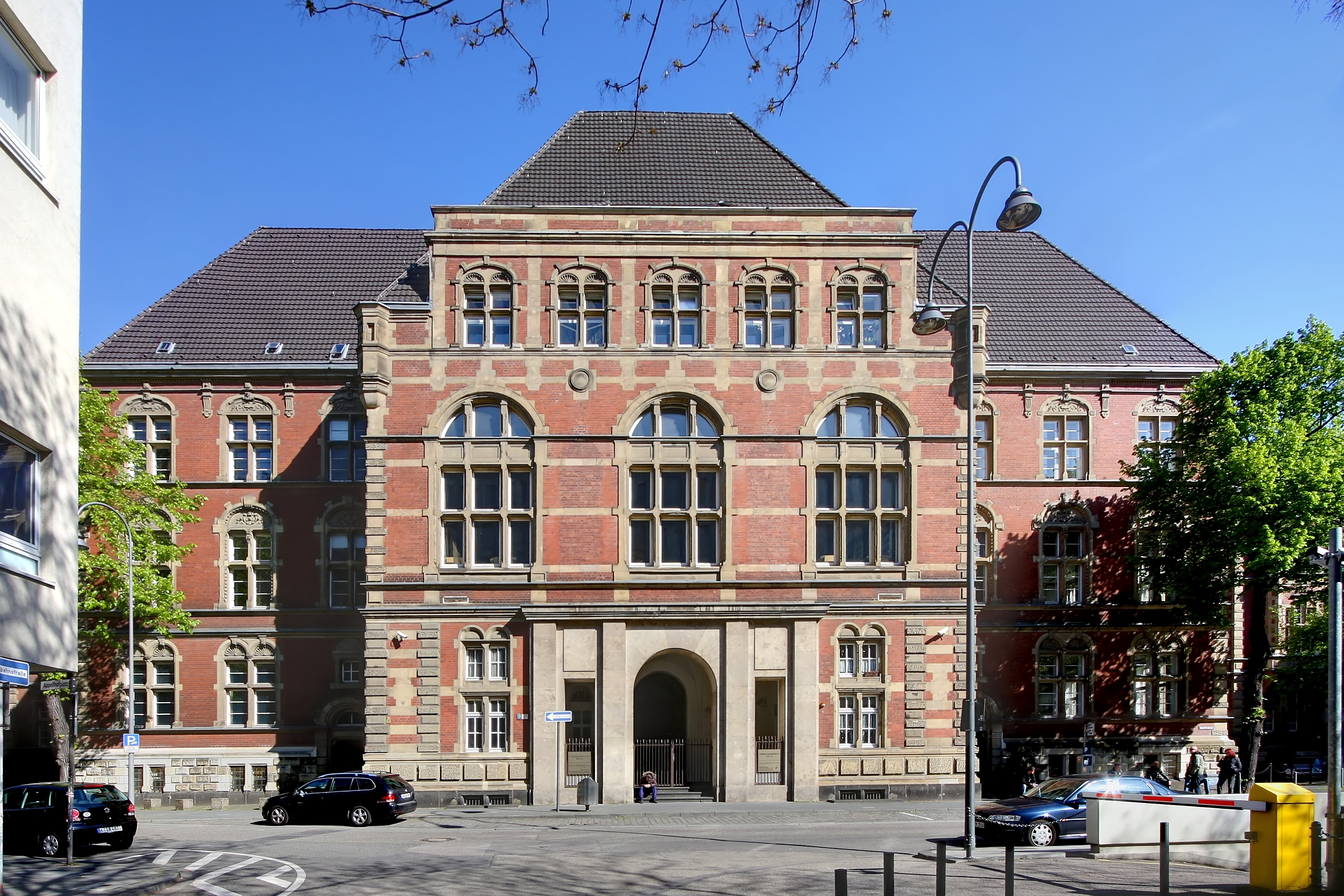
Historisches Gebäude des Finanzgerichts Köln

Das Finanzgericht (Abkürzung FG) ist ein besonderes Fachgericht. Es ist in Deutschland das Gericht erster Instanz für den Rechtsweg in finanzgerichtlichen Streitigkeiten. Die Richter befinden über Rechtsstreitigkeiten zwischen Steuerbürger und Finanzverwaltung (Finanzämter, Zollbehörden, Familienkassen und Deutsche Rentenversicherung Bund in Altersvorsorgezulagesachen (§ 98 Einkommensteuergesetz)). Der Aufbau der Finanzgerichtsbarkeit ist anders als der der übrigen Gerichtsbarkeiten zweistufig.

## Finanzgerichte in Deutschland
Jedermann steht es frei, sich vor deutschen Finanzgerichten gegen Maßnahmen der deutschen Finanzbehörden in Steuer- und Zollsachen zur Wehr zu setzen, sofern diese Rechtssachen keine Steuerstraftaten nach der Abgabenordnung darstellen (§ 369 AO). Deshalb gehört die Verfolgung von, beispielsweise, Steuerhinterziehern oder Bannbrechern auch nicht zu den Aufgaben des Finanzgerichts. Das Finanzgericht ist auch kein „verlängerter Arm“ der Finanzverwaltung. Es ist – wie jedes andere Gericht in Deutschland auch – unabhängig und nur dem Gesetz unterworfen.
In der Bundesrepublik gibt es 18 Finanzgerichte in erster Instanz. Das Finanzgericht ist als Oberes Gericht des Landes in Senate gegliedert. Einem Senat gehören drei Berufsrichter und – in der mündlichen Verhandlung – zwei ehrenamtliche Richter an. Der Senat kann in einfacher Sache beschließen, dass ein Berufsrichter allein als Einzelrichter entscheidet (§ 6 und § 79a FGO).
Das Gericht prüft, ob der Kläger alle Formalitäten (Sachurteilsvoraussetzungen) erfüllt und ob sein Klagebegehren berechtigt ist. Das Gericht ist nicht daran gebunden, was von dem Kläger oder der Finanzbehörde vorgetragen wird. Es ermittelt vielmehr alle Fakten und die Rechtslage von Amts wegen. Den Beteiligten wird rechtliches Gehör gewährt. Kläger und beklagte Finanzbehörde erhalten Gelegenheit, sich zu allen Punkten, die zur Grundlage der gerichtlichen Entscheidung gemacht werden sollen, zu äußern. Hat der Kläger alle Formalien beachtet und ist das Klagebegehren berechtigt, gibt das Gericht der Klage statt. Die Beteiligten können das Verfahren vor dem Finanzgericht selbst führen; die Beteiligten können sich jedoch auch durch einen Steuerberater, Rechtsanwalt oder Wirtschaftsprüfer vertreten lassen (§ 62 Abs. 1 u. 2 FGO).
Gegen die Urteile des Finanzgerichtes gibt es wegen des nur zweistufigen Gerichtsaufbaus der deutschen Finanzgerichtsbarkeit als einzig zulässiges Rechtsmittel die Revision zum Bundesfinanzhof (BFH). Ist sie nicht zugelassen worden, so ist die Nichtzulassungsbeschwerde statthaft. Gegen andere Entscheidungen des Finanzgerichtes besteht teilweise die Möglichkeit der Beschwerde zum BFH. Das Finanzgericht ist die einzige Tatsacheninstanz in der Finanzgerichtsbarkeit. Der BFH entscheidet nur über Rechtsfragen und übernimmt die Sachverhaltsdarstellung des Finanzgerichts.
Zur Entlastung der Richter verfügen einige Finanzgerichte über sog. gerichtseigene Prüfer zur Sachverhaltsermittlung.
Informationen zum Geschäftsanfall und den Erledigungszahlen hinsichtlich der Verfahren vor den Finanzgerichten sowie vor dem Bundesfinanzhof können im jährlich veröffentlichten „Statistischen Bericht - Finanzgerichte - 2023“ eingesehen werden.

## Geschichte
Im Rahmen der Erzbergerschen Reform wurde 1920 die Finanzverwaltung von den Ländern auf das Reich übertragen und eine einheitliche Reichsfinanzverwaltung geschaffen. In diesem Zusammenhang wurden durch die Reichsabgabenordnung zum 1. April 1922 Finanzgerichte bei den Landesfinanzämtern eingerichtet. Diese bestanden jeweils aus mehreren Kammern, die sich aus ständigen und nicht-ständigen Mitgliedern zusammensetzten. Die ständigen Mitgliedern, zu denen auch die Kammervorsitzenden zählten, waren Referenten des Landesfinanzamtes. Die nicht-ständigen Mitglieder wurden zu einem Teil durch die Landesparlamente bzw. in Preußen durch die Provinziallandtage und teilweise durch die IHK, Handwerkskammer und andere berufsständische Vertretungen gewählt. Die Trennung der Rechtsprechung von der Verwaltung war durch diese Konstruktion nicht gewahrt. Jede Kammer bestand aus drei ständigen und vier nicht-ständigen Mitgliedern. Auf Ebene der Finanzämter bestanden Steuerausschüsse für die Bearbeitung von Einsprüchen gegen Entscheidungen. Übergeordnet war der Reichsfinanzhof.